# في آر تي
في آر تي (VRT نطق هولندي: [ˌveːjɛrˈteː] ) ، هي محطة البث العامة الوطنية للمجتمع الفلمنكي في بلجيكا.

## تاريخ

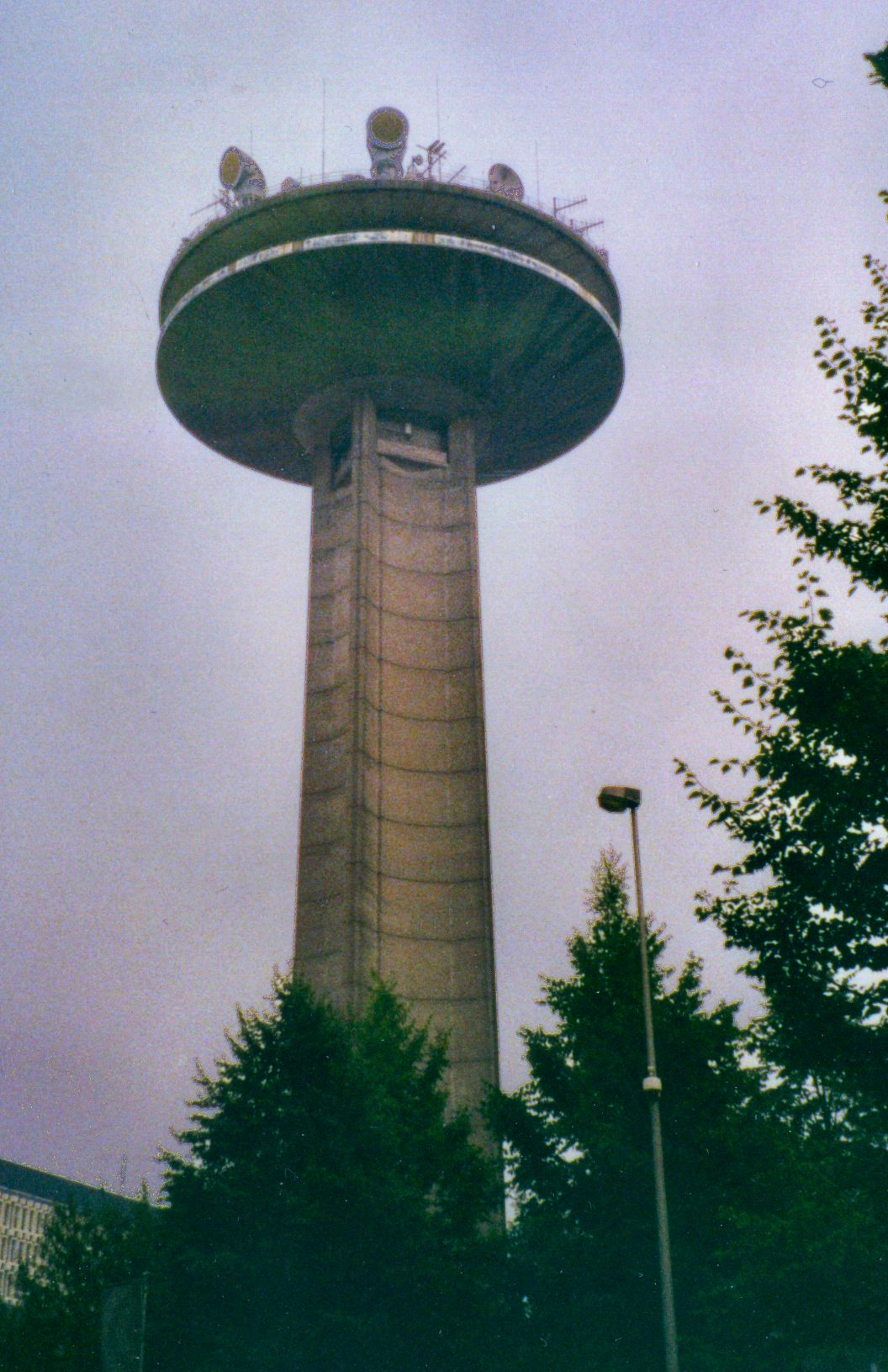
برج الاتصالات في مقر VRT / RTBF في بروكسل ، برج Reyers.

## روابط خارجية
- الموقع الرسمي
 باللغة الهولندية
- VRT NWS باللغة الهولندية موقع أخبار VRT

قالب:European Broadcasting Union Membersقالب:EU TV